# Скідпад
Скідпа́д (англ. skidpad) — це велика кругла площа, що використовується для різних тестів щодо керованості автомобіля. Звичайне використання скідпаду — визначення поперечного прискорення, виміряного в g.
Тест проводять на круговому треку із радіусом у 200 або 300 футів (приблизно 60 та 100 метрів відповідно). Автомобіль, що їде цим треком, повільно прискорюється поки зовнішні колеса не почнуть ковзати. Їзда трохи швидше спричинить виїзд із окресленого радіусу. У цій точці записується швидкість автомобіля, і використовуючи формулу відцентрового прискорення v²/r, можна визначити керованість автомобіля в поперечних g-силах.